# Bernard Hopkins
Bernard Humphrey Hopkins junior (* 15. Januar 1965 in Philadelphia, Pennsylvania) ist ein ehemaliger US-amerikanischer Profiboxer und ehemaliger IBF-, WBC-, WBA- und WBO-Weltmeister im Mittelgewicht. Er war der erste Boxer, der alle vier anerkannten WM-Titel einer Gewichtsklasse vereinigen konnte und gilt zudem als der Mittelgewichtsweltmeister mit der bisher längsten Titelregentschaft und den meisten Titelverteidigungen.
Am 21. Mai 2011 wurde er zudem Weltmeister der WBC im Halbschwergewicht. Mit 46 Jahren und 126 Tagen wurde er damit der älteste Boxweltmeister der Geschichte. Am 9. März 2013 konnte er mit dem Gewinn der IBF-Weltmeisterschaft seinen eigenen Rekord überbieten und wurde mit 48 Jahren und 53 Tagen erneut der älteste Boxweltmeister der Geschichte.

## Frühes Leben
Bernard Hopkins wuchs mit seiner Familie in einer kleinen Wohnung im Raymond Rosen Housing Project, einem sozialen Wohnungsbau im Norden von Philadelphia auf. In seiner Kindheit und Jugend brachte er es auf rund 30 Verurteilungen unter anderem wegen Drogenbesitzes, Körperverletzung und Raub, wofür er im Alter von 17 Jahren zu einer Freiheitsstrafe von 18 Jahren verurteilt und ins Gefängnis von Graterford (State Correctional Institution at Graterford), dem größten Hochsicherheitsgefängnis des Bundesstaates überstellt wurde.
In späteren Interviews ging er mehrmals auf seine Zeit im Gefängnis ein und berichtete von seinen dortigen Erlebnissen. Laut eigener Aussage wurde er Zeuge von Bandenkämpfen, Vergewaltigungen und der Ermordung eines Mitgefangenen. Während seiner Zeit in Haft wurde zudem sein jüngerer Bruder Michael auf offener Straße erschossen und der Täter ebenfalls in Graterford untergebracht. Nach fünf Jahren Haft wurde Hopkins schließlich 1988 vorzeitig entlassen und die Reststrafe zur Bewährung ausgesetzt. Außerdem konvertierte er zum Islam.

## Boxkarriere
Hopkins gab sein Debüt als Amateurboxer im Alter von 10 Jahren. Noch im Gefängnis hatte er unter der Anleitung boxkundiger Mitgefangener weiterhin den Sport ausüben können und galt als großes Talent. Seine Amateurbilanz soll 95 Siege bei nur 4 Niederlagen betragen haben. Noch im Jahr seiner Haftentlassung wechselte er ins Profilager und bestritt am 11. Oktober 1988 in Atlantic City seinen ersten Profikampf im Halbschwergewicht gegen Clinton Mitchell, der ebenfalls seinen ersten Profikampf bestritt. Hopkins verlor den Kampf jedoch nach vier Runden, da zwei Punktrichter für Mitchell gewertet hatten und der dritte Richter den Kampf Unentschieden sah.
Nach rund eineinhalb Jahren Vorbereitung versuchte er einen erneuten Karrierestart im zwei Gewichtsklassen niedrigeren Mittelgewicht. Dort konnte er von Februar 1990 bis September 1992 jeden seiner 20 Kämpfe gewinnen, davon 15 durch K. o., wovon 11 bereits in der ersten Runde zustande kamen. Neben einer Reihe von Aufbaugegnern schlug er dabei auch Boxer mit positiven Kampfbilanzen, wie den WM-Herausforderer Dennis Milton (16-3), James Stokes (13-4) oder den ungeschlagenen Percy Harris (8-0).
Am 4. Dezember 1992 boxte er in seinem 22. Profikampf in Atlantic City um den US-amerikanischen Meistertitel gegen den zweifachen Nordamerika-Meister Wayne Powell (30-3), den er nach nur 21 Sekunden der ersten Runde durch K. o. besiegte. Nach einer erfolgreichen Titelverteidigung durch einstimmigen Punktesieg gegen die Nummer 6 der IBF-Weltrangliste Gilbert Baptist, erhielt er die Chance auf den vakanten Weltmeistertitel der IBF gegen den ungeschlagenen Roy Jones junior (21-0, 20 K. o.). Hopkins unterlag dabei jedoch in Washington, D.C. über 12 Runden nach Punkten. Alle drei Punktrichter werteten den Kampf 116:112 für Roy Jones.
Gleich in seinem nächsten Kampf am 3. August 1993 in Las Vegas wurde er mit einem K.-o.-Sieg gegen den ungeschlagenen Roy Ritchie (14-0) erneut US-amerikanischer Meister und verteidigte den Titel durch K.-o.-Sieg gegen Wendall Hall (15-1). Hall versuchte nach dem Kampf Hopkins zu attackieren, wurde jedoch von seinen Betreuern zurückgehalten. Nach einem Sieg in einem Nichttitelkampf gegen Melvin Wynn verteidigte er den US-Titel im Mai 1994 einstimmig nach Punkten gegen Ex-Weltmeister Lupe Aquino (46-6).
Am 17. Dezember 1994 boxte er in Ecuador erneut um den vakanten IBF-Titel gegen Segundo Mercado (18-2). Dabei musste Hopkins in den Runden 5 und 7 erstmals in seiner Karriere zu Boden, der Kampf endete nach 12 Runden mit einem Unentschieden. Den Rückkampf am 29. April 1995 in Maryland gewann Hopkins jedoch durch K. o. in der siebten Runde und war somit endlich Weltmeister.
Am 27. Januar 1996 verteidigte er den Titel nach nur 24 Sekunden der ersten Runde durch K. o. gegen Steve Frank (15-2) und erzielte damit den schnellsten Sieg in einem IBF-Titelkampf aller Zeiten. Im März 1996 schlug er den unbesiegten Joe Lipsey (25-0, 20 K. o.), der als Nummer 1 der IBF-Liste der Herausforderer geführt wurde, in der vierten Runde schwer K. o. Im Juli 1996 gewann er noch durch K. o. in der elften Runde gegen William Bo James.
Im April 1997 schlug er Ex-Weltmeister John David Jackson (35-2) in der siebten Runde K. o. und stellte sich im Juli desselben Jahres dem ungeschlagenen Glen Johnson (32-0, 22 K. o.), den er durch K. o. in der elften Runde bezwang. Im November 1997 besiegte er WM-Herausforderer Andrew Council (27-5) in dessen Heimatstadt einstimmig nach Punkten.
Im Januar 1998 schlug er Ex-Weltmeister Simon Brown (47-6) durch einen rechten Aufwärtshaken in der sechsten Runde K. o. und bestritt im August desselben Jahres noch eine weitere Titelverteidigung gegen Robert Allen (22-2). Der Kampf endete in der vierten Runde wertungslos, da Hopkins bei einem Trennungsversuch beim Klammern unglücklich aus dem Ring stürzte und über Schmerzen klagte. Trotz dieses nur kurzen Auftrittes erhielt er eine Gage von 560.000 US-Dollarn.
Den Rückkampf gegen Allen im Februar 1999 gewann Hopkins durch K. o. in der siebten Runde und hatte seinen Kontrahenten bereits in den Runden 2 und 6 am Boden. Im Dezember 1999 bezwang er Antwun Echols (22-2) einstimmig nach Punkten und konnte ihn im Rückkampf sogar durch K. o. besiegen. Auch gegen Syd Vanderpool (28-1) erreichte er einen einstimmigen Punktesieg.
Am 14. April 2001 gewann er im Madison Square Garden zusätzlich den WBC-Titel durch einstimmigen Punktesieg gegen Keith Holmes (36-2). Hopkins war deutlich überlegen und siegte trotz Punktabzugs wegen eines Tiefschlags, nicht zuletzt aufgrund seines weit überlegenen Trefferverhältnisses von 261:86. Am 29. September 2001 gewann er noch vorzeitig gegen den als Favoriten eingestuften, ungeschlagenen Félix Trinidad (40-0, 33 K. o.) und gewann somit auch noch den Superweltmeistertitel des WBA-Verbandes. Nach einem schweren Niederschlag Trinidads in der zwölften Runde warf dessen Ringecke das Handtuch. Hopkins wurde nun auch vom Ring Magazine als unangefochtene Nummer 1 im Mittelgewicht anerkannt.
Im Februar 2002 siegte er gegen den Ex-Weltmeister Carl Daniels (47-3, 30 K. o.) durch dessen Aufgabe am Ende der zehnten Runde. Im März 2003 boxte er gegen den Nummer-1-Herausforderer der WBC, den französischen Europameister Morrade Hakkar (31-3). Hopkins hatte seinen Gegner bereits in der sechsten Runde am Boden und gewann erneut durch Aufgabe seines Gegners nach der achten Runde.
Am 13. Dezember 2003 boxte er in Atlantic City gegen William Joppy und besiegte diesen einstimmig nach Punkten. Hopkins landete dabei 419 gezählte Treffer, darunter 375 Wirkungstreffer und stellte damit einen neuen Rekord seit Beginn der Computeraufzeichnungen bei Boxkämpfen auf. Im Juni 2004 stellte er sich erneut Robert Allen, hatte diesen in der siebenten Runde am Boden und gewann schließlich einstimmig nach Punkten.
Am 18. September 2004 stellte er sich in Las Vegas Óscar de la Hoya (37-3) und gewann nach ausgeglichenem Duell in der neunten Runde aufgrund eines Körpertreffers durch K. o. und sicherte sich somit auch den WBO-Titel. Er vereinigte damit als erster Boxer überhaupt die Titel der vier einflussreichsten und bedeutendsten Boxverbände.
Im Februar 2005 konnte er alle vier Titel einstimmig nach Punkten gegen Howard Eastman (40-1, 35 K. o.) verteidigen. Mit inzwischen 20 Titelverteidigungen des IBF-Titels stellte er den Rekord von Larry Holmes ein.
Am 16. Juli 2005 boxte er in Las Vegas gegen den ungeschlagenen Jermain Taylor (23-0, 17 K. o.). Der Kampf verlief unspektakulär ausgeglichen und führte nach 12 Runden zu einem Punkteurteil, bei dem Taylor durch geteilte Punktentscheidung (Split Decision) umstritten zum Sieger erklärt wurde und Hopkins all seine Titel verlor. Von 21 inoffiziellen Punktrichtern die vor Ort waren, hatten 17 Bernard Hopkins als Sieger gesehen, darunter die Richter von Ring Magazine, Associated Press und Home Box Office. Auch einer der drei regulären Punktrichter hatte Hopkins mit 116:112 vorne. Aufgrund dieses strittigen Urteils wurde ein Rückkampf vereinbart, der am 3. Dezember 2005 erneut in Las Vegas ausgetragen wurde. Doch auch in diesem Kampf verlor Hopkins nach Punkten, diesmal sogar einstimmig. Anschließend stieg Hopkins ins Halbschwergewicht auf.
Am 10. Juni 2006 boxte er gleich gegen die Nummer 1 dieser Gewichtsklasse, den 3:1 Favoriten Antonio Tarver und gewann einstimmig nach Punkten. Tarver wurde in diesem Kampf in Runde 5 angezählt. Tarver verlor zudem 250.000 Dollar an Hopkins, da er vor dem Kampf mit diesem eine Wette eingegangen war, ihn innerhalb von sechs Runden auszuknocken. Hopkins erhielt durch den Sieg auch den Weltmeistertitel der IBO und wurde vom Ring Magazine zur neuen Nummer 1 erklärt.
Am 21. Juli 2007 beendete er die Siegesserie des seit sieben Jahren ungeschlagenen Ronald Wright (51-3) durch einen deutlichen Punktsieg. Hopkins wurde jedoch mit einer hohen Geldstrafe geahndet, da er Wright beim offiziellen Wiegen vor dem Kampf tätlich angegriffen hatte.
Am 19. April 2008 musste er sich in Las Vegas dem unbesiegten Joe Calzaghe (44-0) per Split Decision nach Punkten geschlagen geben, hatte ihn in der ersten Runde jedoch am Boden. Im Oktober 2008 besiegte Hopkins den ungeschlagenen Kelly Pavlik (34-0) einstimmig nach Punkten und wiederholte dieses Ergebnis gegen einen überforderten Enrique Ornelas (29-5) im Dezember 2009.
Am 3. April 2010 kam es fast 17 Jahre nach ihrem ersten Aufeinandertreffen zu einem Rückkampf zwischen Hopkins und Roy Jones junior, der inzwischen nicht mehr in Topform agierte und bereits sechs Niederlagen angehäuft hatte. Hopkins gewann den Kampf einstimmig nach Punkten. Überschattet wurde das Duell von gegenseitigen Unsportlichkeiten, die den Kampf fast vorzeitig beendeten. Jones erlitt bereits in der zweiten Runde eine Cutverletzung am Auge durch einen Kopfstoß von Hopkins, Jones hingegen schlug Hopkins in den Runden 6 und 8 durch regelwidrige Schläge auf den Hinterkopf nieder und wurde mit Punktabzug bestraft. In Runde 10 ging Hopkins durch einen Tiefschlag zu Boden, Jones wurde im Gegenzug in Runde 11 erneut durch einen scheinbar unabsichtlichen Kopfstoß verletzt.
Am 21. Mai 2011 besiegte er den um 18 Jahre jüngeren Kanadier Jean Pascal einstimmig nach Punkten und gewann damit dessen WBC-Weltmeistergürtel im Halbschwergewicht. Er löste damit George Foreman als ältesten Boxweltmeister der Geschichte ab.
Den WBC-Gürtel verlor er jedoch in der ersten Titelverteidigung am 15. Oktober 2011 umstritten an Chad Dawson. Der Ringrichter stoppte den Kampf nach 2:48 Minuten der zweiten Runde, nachdem er den nach einem Clinch gestürzten und an der Schulter verletzten Hopkins als nicht mehr kampffähig eingeschätzt hatte. Das Team von Hopkins legte erfolgreich Einspruch gegen diese Entscheidung ein. Der WBC-Verband entschied fünf Tage nach der umstrittenen Wertung von Los Angeles, dass der Kampf als technisches Unentschieden zu werten ist und gab Hopkins den WM-Gürtel zurück. Diesen verlor er jedoch im Rückkampf am 28. April 2012 nach Punkten an Chad Dawson.
Am 9. März 2013 brach Hopkins seinen Rekord als ältester WM-Titelgewinner selbst, als er Tavoris Cloud (24-0) in Brooklyn einstimmig nach Punkten besiegte und damit neuer IBF-Weltmeister im Halbschwergewicht wurde. Am 26. Oktober 2013 gewann er einstimmig nach Punkten gegen Karo Murat (25-1).
Am 19. April 2014 besiegte er in Washington den Kasachen Beibut Schumenow (14-1) nach Punkten und hatte ihn in der elften Runde auch am Boden. Dadurch gewann er zusätzlich den Superweltmeistertitel der WBA, den Schumenow seit Januar 2010 innehatte.
Am 8. November 2014 boxte er in der Boardwalk Hall von Atlantic City gegen den ungeschlagenen russischen WBO-Weltmeister Sergei Kowaljow (25-0). Dabei musste er in der ersten Runde einen Niederschlag hinnehmen und verlor nach zwölf Runden einstimmig nach Punkten. Für einen letzten Kampf kehrte er am 17. Dezember 2016 in den Ring zurück und boxte im kalifornischen Inglewood gegen Joe Smith junior (22-1), welcher in seinem letzten Kampf überraschend Andrzej Fonfara besiegt hatte. Im Kampf gegen Smith lag Hopkins nach Punkten bereits im Rückstand, als er in der achten Runde durch eine Schlagserie durch die Seile stürzte und außerhalb des Ringes ausgezählt wurde. Smith wurde zum Sieger durch T.K.o. erklärt.

## Erfolge als Profi
Weltmeistertitel
- 29. April 1995: IBF-Weltmeister im Mittelgewicht (20 Titelverteidigungen)
- 14. April 2001: WBC-Weltmeister im Mittelgewicht (7 Titelverteidigungen)
- 29. September 2001: WBA-(„Super“)-Weltmeister im Mittelgewicht (6 Titelverteidigungen)
- 18. September 2004: WBO-Weltmeister im Mittelgewicht (1 Titelverteidigung)
- 10. Juni 2006: IBO-Weltmeister im Halbschwergewicht
- 21. Mai 2011: IBO- und WBC-Weltmeister im Halbschwergewicht
- 9. März 2013: IBF-Weltmeister im Halbschwergewicht (2 Titelverteidigungen)
- 14. April 2014: WBA-Superweltmeister im Halbschwergewicht

Weitere Titel und Besonderheiten
- 1992 bis 1994: US-amerikanischer Meister im Mittelgewicht
- 2001: Wahl zum Boxer des Jahres der BWAA, des Ring Magazine und der World Boxing Hall of Fame
- 2002 bis 2005: The Ring-Weltmeistergürtel als anerkannt bester Boxer im Mittelgewicht
- 2006 bis 2008, 2011 bis 2012: The Ring-Weltmeistergürtel als anerkannt bester Boxer im Halbschwergewicht
- 21. Mai 2011: WBC-Diamond-Champion im Halbschwergewicht
- 19. April 2014: Titel der International Boxing Association im Halbschwergewicht

- Am längsten regierender Mittelgewichtsweltmeister aller Zeiten (29. April 1995 bis 16. Juli 2005)
- Meiste Titelverteidigungen als Mittelgewichtsweltmeister aller Zeiten (20 in Folge, 34 insgesamt)
- Ältester Mittelgewichtsweltmeister aller Zeiten (40 Jahre, 6 Monate)
- Ältester Boxweltmeister aller Zeiten (46 Jahre, 126 Tage)

## Bedeutende Gegner
Hopkins besiegte während seiner Karriere die 16 Weltmeister Lupe Aquino (17. Mai 1994), John David Jackson (19. April 1997), Glen Johnson (20. Juli 1997), Simon Brown (31. Januar 1998), Keith Holmes (14. April 2001), Félix Trinidad (29. September 2001), Carl Daniels (2. Februar 2002), William Joppy (13. Dezember 2003), Óscar de la Hoya (18. September 2004), Antonio Tarver (10. Juni 2006), Ronald Wright (21. Juli 2007), Kelly Pavlik (18. Oktober 2008), Roy Jones junior (3. April 2010), Jean Pascal (21. Mai 2011), Tavoris Cloud (9. März 2013) und Beibut Schumenow (19. April 2014).
Darüber hinaus gelangen ihm weitere Siege über Spitzenboxer, wie etwa den Interimweltmeister Robert Allen, den Junioren-Weltmeister Enrique Ornelas oder die beiden Europameister Morrade Hakkar und Howard Eastman.

## Liste der Profikämpfe
| 55 Siege (32 K.-o.-Siege), 8 Niederlagen, 2 Unentschieden |               |                                                              |                                                                    |                                                     |
| Jahr                                                      | Tag           | Ort                                                          | Gegner                                                             | Ergebnis für Hopkins                                |
| 1988                                                      | 11. Oktober   | Resorts International, Atlantic City (New Jersey), USA       | Clinton Mitchell                                                   | Punktniederlage (Mehrheitsentscheidung) / 4 Runden  |
| 1990                                                      | 22. Februar   | Blue Horizon, Philadelphia (Pennsylvania), USA               | Greg Paige                                                         | Punktsieg (einstimmig) / 4 Runden                   |
| 1990                                                      | 26. April     | Blue Horizon, Philadelphia (Pennsylvania), USA               | Keith Gray                                                         | Sieg / TKO 1. Runde                                 |
| 1990                                                      | 18. Mai       | Sands Casino Hotel, Atlantic City (New Jersey), USA          | Eddie Tyler                                                        | Sieg / TKO 1. Runde                                 |
| 1990                                                      | 31. Mai       | War Memorial Auditorium, Rochester (New York), USA           | Jouvin Mercado                                                     | Sieg / TKO 2. Runde                                 |
| 1990                                                      | 30. Juni      | Trump Castle, Atlantic City (New Jersey), USA                | Khalif Shabazz                                                     | Sieg / KO 1. Runde                                  |
| 1990                                                      | 5. August     | Convention Hall, Atlantic City (New Jersey), USA             | Percy Harris                                                       | Punktsieg (einstimmig) / 6 Runden                   |
| 1990                                                      | 20. Oktober   | Trump Plaza Hotel, Atlantic City (New Jersey), USA           | Darrin Oliver                                                      | Sieg / TKO 1. Runde                                 |
| 1990                                                      | 17. November  | Lee County Civic Center, Fort Myers, USA                     | Mike Sapp                                                          | Sieg / TKO 1. Runde                                 |
| 1991                                                      | 26. Februar   | National Guard Armory, Philadelphia (Pennsylvania), USA      | Richard Quiles                                                     | Sieg / KO 1. Runde                                  |
| 1991                                                      | 18. März      | Mirage Hotel & Casino, Las Vegas, USA                        | Steve Langley                                                      | Sieg / TKO 3. Runde                                 |
| 1991                                                      | 20. Juni      | Parsippany-Troy Hills Township, Parsippany, New Jersey, USA  | Steve Marquez                                                      | Sieg / TKO 1. Runde                                 |
| 1991                                                      | 9. Juli       | Blue Horizon, Philadelphia (Pennsylvania), USA               | Danny Mitchell                                                     | Sieg / TKO 1. Runde                                 |
| 1991                                                      | 23. September | Blue Horizon, Philadelphia (Pennsylvania), USA               | Ralph Moncrief                                                     | Sieg / TKO 1. Runde                                 |
| 1991                                                      | 26. November  | Blue Horizon, Philadelphia (Pennsylvania), USA               | David McCluskey                                                    | Sieg / TKO 7. Runde                                 |
| 1991                                                      | 13. Dezember  | Convention Hall, Atlantic City (New Jersey), USA             | Willie Kemp                                                        | Punktsieg (einstimmig) / 10 Runden                  |
| 1992                                                      | 31. Januar    | Blue Horizon, Philadelphia (Pennsylvania), USA               | Dennis Milton                                                      | Sieg / Aufgabe 4. Runde                             |
| 1992                                                      | 3. April      | Trump Plaza Hotel, Atlantic City (New Jersey), USA           | Randy Smith                                                        | Punktsieg (einstimmig) / 10 Runden                  |
| 1992                                                      | 21. Mai       | Paris, Paris, Frankreich                                     | Anibal Miranda                                                     | Punktsieg / 10 Runden                               |
| 1992                                                      | 28. August    | Trump Plaza Hotel, Atlantic City (New Jersey), USA           | James Stokes                                                       | Sieg / KO 1. Runde                                  |
| 1992                                                      | 14. September | Outdoor Arena, Philadelphia (Pennsylvania), USA              | Eric Rhinehart                                                     | Sieg / KO 1. Runde                                  |
| 1992                                                      | 4. Dezember   | Merv Griffin's Resorts, Atlantic City (New Jersey), USA      | Wayne Powell USBA-Mittelgewicht-Meisterschaft                      | Sieg / TKO 1. Runde                                 |
| 1993                                                      | 16. Februar   | McNichols Sports Arena, Denver (Colorado), USA               | Gilbert Baptist USBA-Mittelgewicht-Titelverteidigung               | Punktsieg (einstimmig) / 12 Runden                  |
| 1993                                                      | 22. Mai       | RFK Stadium, Washington, USA                                 | Roy Jones junior vakante IBF-Mittelgewicht-Weltmeisterschaft       | Punktniederlage (einstimmig) / 12 Runden            |
| 1993                                                      | 3. August     | Riviera Hotel & Casino, Las Vegas, USA                       | Roy Ritchie USBA-Mittelgewicht-Titelverteidigung                   | Sieg / TKO 7. Runde                                 |
| 1993                                                      | 23. November  | Blue Horizon, Philadelphia (Pennsylvania), USA               | Wendell Hall USBA-Mittelgewicht-Titelverteidigung                  | Sieg / TKO 3. Runde                                 |
| 1994                                                      | 26. Februar   | Sands Casino Hotel, Atlantic City (New Jersey), USA          | Melvin Wynn                                                        | Sieg / TKO 3. Runde                                 |
| 1994                                                      | 17. Mai       | Merv Griffin's Resorts, Atlantic City (New Jersey), USA      | Lupe Aquino USBA-Mittelgewicht-Titelverteidigung                   | Punktsieg (einstimmig) / 12 Runden                  |
| 1994                                                      | 17. Dezember  | Ruminahui Coliseum, Quito, Ecuador                           | Segundo Mercado vakante IBF-Mittelgewicht-Weltmeisterschaft        | Unentschieden (geteilte Entscheidung) / 12 Runden   |
| 1995                                                      | 29. April     | US Air Arena, Landover (Maryland), USA                       | Segundo Mercado vakante IBF-Mittelgewicht-Weltmeisterschaft        | Sieg / TKO 7. Runde                                 |
| 1996                                                      | 27. Januar    | , Arizona Veterans Memorial Coliseum, Phoenix (Arizona), USA | Steve Frank IBF-Mittelgewicht-Titelverteidigung                    | Sieg / TKO 1. Runde                                 |
| 1996                                                      | 16. März      | MGM Grand Hotel, Las Vegas, USA                              | Joe Lipsey IBF-Mittelgewicht-Titelverteidigung                     | Sieg / KO 4. Runde                                  |
| 1996                                                      | 16. Juli      | Resorts Hotel & Casino, Atlantic City (New Jersey), USA      | William Bo James IBF-Mittelgewicht-Titelverteidigung               | Sieg / TKO 11. Runde                                |
| 1997                                                      | 19. April     | Memorial Auditorium, Shreveport, USA                         | John David Jackson IBF-Mittelgewicht-Titelverteidigung             | Sieg / TKO 7. Runde                                 |
| 1997                                                      | 20. Juli      | Fantasy Springs Casino, Indio (Kalifornien), USA             | Glen Johnson IBF-Mittelgewicht-Titelverteidigung                   | Sieg / TKO 11. Runde                                |
| 1997                                                      | 18. November  | Show Place Arena, Maryland, USA                              | Andrew Council IBF-Mittelgewicht-Titelverteidigung                 | Punktsieg (einstimmig) / 12 Runden                  |
| 1998                                                      | 31. Januar    | Trump Taj Mahal, Atlantic City (New Jersey), USA             | Simon Brown IBF-Mittelgewicht-Titelverteidigung                    | Sieg / TKO 6. Runde                                 |
| 1998                                                      | 28. August    | Las Vegas Hilton, Las Vegas, USA                             | Robert Allen IBF-Mittelgewicht-Titelverteidigung                   | Ungültig / Abbruch in Runde 4                       |
| 1999                                                      | 6. Februar    | Convention Center, Washington, USA                           | Robert Allen IBF-Mittelgewicht-Titelverteidigung                   | Sieg / TKO 7. Runde                                 |
| 1999                                                      | 12. Dezember  | Miccosukee Indian Gaming Resort, Miami, USA                  | Antwon Echols IBF-Mittelgewicht-Titelverteidigung                  | Punktsieg (einstimmig) / 12 Runden                  |
| 2000                                                      | 13. Mai       | Consecco Fieldhouse, Indianapolis, USA                       | Syd Vanderpool IBF-Mittelgewicht-Titelverteidigung                 | Punktsieg (einstimmig) / 12 Runden                  |
| 2000                                                      | 1. Dezember   | Venetian Hotel & Casino, Las Vegas, USA                      | Antwun Eichols IBF-Mittelgewicht-Titelverteidigung                 | Sieg / TKO 10. Runde                                |
| 2001                                                      | 14. April     | Madison Square Garden, New York City, USA                    | Keith Holmes IBF/WBC-Mittelgewicht-Titelvereinigung                | Punktsieg (einstimmig) / 12 Runden                  |
| 2001                                                      | 29. September | Madison Square Garden, New York City, USA                    | Félix Trinidad IBF/WBA/WBC-Mittelgewicht-Titelvereinigung          | Sieg / TKO 12. Runde                                |
| 2002                                                      | 2. Februar    | Sovereign Center, Reading, USA                               | Carl Daniels IBF/WBA/WBC-Mittelgewicht-Titelverteidigung           | Sieg / Aufgabe 10. Runde                            |
| 2003                                                      | 29. März      | Spectrum, Philadelphia (Pennsylvania), USA                   | Morrade Hakkar IBF/WBA/WBC-Mittelgewicht-Titelverteidigung         | Sieg / Aufgabe 8. Runde                             |
| 2003                                                      | 13. Dezember  | Boardwalk Hall, Atlantic City (New Jersey), USA              | William Joppy IBF/WBA/WBC-Mittelgewicht-Titelverteidigung          | Punktsieg (einstimmig) / 12 Runden                  |
| 2004                                                      | 5. Juni       | MGM Grand Hotel, Las Vegas, USA                              | Robert Allen IBF/WBA/WBC-Mittelgewicht-Titelverteidigung           | Punktsieg (einstimmig) / 12 Runden                  |
| 2004                                                      | 18. September | MGM Grand Hotel, Las Vegas, USA                              | Óscar de la Hoya IBF/WBA/WBC/WBO-Mittelgewicht-Titelvereinigung    | Sieg / KO 9. Runde                                  |
| 2005                                                      | 19. Februar   | Staples Center, Los Angeles, USA                             | Howard Eastman IBF/WBA/WBC/WBO-Mittelgewicht-Titelverteidigung     | Punktsieg (einstimmig) / 12 Runden                  |
| 2005                                                      | 16. Juli      | MGM Grand Hotel, Las Vegas, USA                              | Jermain Taylor IBF/WBA/WBC/WBO-Mittelgewicht-Titelverteidigung     | Punktniederlage (geteilte Entscheidung) / 12 Runden |
| 2005                                                      | 3. Dezember   | Mandalay Bay Resort and Casino, Las Vegas, USA               | Jermain Taylor WBA/WBC/WBO-Mittelgewicht-Weltmeisterschaft         | Punktniederlage (einstimmig) / 12 Runden            |
| 2006                                                      | 10. Juni      | Boardwalk Hall, Atlantic City (New Jersey), USA              | Antonio Tarver IBO-Halbschwergewicht-Weltmeisterschaft             | Punktsieg (einstimmig) / 12 Runden                  |
| 2007                                                      | 21. Juli      | Mandalay Bay Resort and Casino, Las Vegas, USA               | Ronald Wright                                                      | Punktsieg (einstimmig) / 12 Runden                  |
| 2008                                                      | 19. April     | Thomas & Mack Center, Las Vegas, USA                         | Joe Calzaghe                                                       | Punktniederlage (geteilte Entscheidung) / 12 Runden |
| 2008                                                      | 18. Oktober   | Boardwalk Hall, Atlantic City (New Jersey), USA              | Kelly Pavlik                                                       | Punktsieg (einstimmig) / 12 Runden                  |
| 2009                                                      | 2. Dezember   | Liacouras Center, Philadelphia (Pennsylvania), USA           | Enrique Ornelas                                                    | Punktsieg (einstimmig) / 12 Runden                  |
| 2010                                                      | 3. April      | Mandalay Bay Resort and Casino, Las Vegas, USA               | Roy Jones junior                                                   | Punktsieg (einstimmig) / 12 Runden                  |
| 2010                                                      | 18. Dezember  | Pepsi Coliseum, Quebec, Kanada                               | Jean Pascal IBO/WBC-Halbschwergewicht-Weltmeisterschaft            | Unentschieden (Mehrheitsentscheidung) / 12 Runden   |
| 2011                                                      | 21. Mai       | Bell Centre, Montreal, Kanada                                | Jean Pascal WBC-Halbschwergewicht-Weltmeisterschaft                | Punktsieg (einstimmig) / 12 Runden                  |
| 2011                                                      | 15. Oktober   | Staples Center, Los Angeles, USA                             | Chad Dawson WBC-Halbschwergewicht-Titelverteidigung                | Ungültig / Abbruch in Runde 5                       |
| 2012                                                      | 28. April     | Boardwalk Hall, Atlantic City (New Jersey), USA              | Chad Dawson WBC-Halbschwergewicht-Titelverteidigung                | Punktniederlage (Mehrheitsentscheidung) / 12 Runden |
| 2013                                                      | 9. März       | Barclays Center, Brooklyn, USA                               | Tavoris Cloud IBF-Halbschwergewicht-Weltmeisterschaft              | Punktsieg (einstimmig) / 12 Runden                  |
| 2013                                                      | 26. Oktober   | Boardwalk Hall, Atlantic City (New Jersey), USA              | Karo Murat IBF-Halbschwergewicht-Titelverteidigung                 | Punktsieg (einstimmig) / 12 Runden                  |
| 2014                                                      | 19. April     | DC Armory, Washington, USA                                   | Beibut Schumenow IBA/IBF/WBA-Halbschwergewicht-Titelvereinigung    | Punktsieg (geteilte Entscheidung) / 12 Runden       |
| 2014                                                      | 8. November   | Boardwalk Hall, Atlantic City (New Jersey), USA              | Sergei Kowaljow IBF/WBA/WBO-Halbschwergewicht-Titelverteidigung    | Punktniederlage (Mehrheitsentscheidung) / 12 Runden |
| 2016                                                      | 17. Dezember  | The Forum, Inglewood, USA                                    | Joe Smith junior WBC-International Halbschwergewicht-Meisterschaft | Niederlage / KO 8. Runde                            |
| Quelle: Bernard Hopkins in der BoxRec-Datenbank           |               |                                                              |                                                                    |                                                     |